# Спляча красуня (фільм, 2012)
«Спляча красуня» (італ. Bella addormentata) — італійський драматичний фільм 2012 року режисера Марка Беллокйо, прем'єра якого відбулася у тому ж році на Венеційському кінофестивалі.

## Ролі виконують
- Тоні Сервілло — Ульяно Бефарді
- Альба Рорвахер — Марія Бефарді
- П'єр Джорджо Беллокйо[it] — Палідо
- Мая Санса[it] — Роза
- Мікеле Ріондіно — Роберто
- Ізабель Юппер — Божа Мати

## Нагороди
- 2013 Премія Давида ді Донателло[1]:
  - за найкращу жіночу роль другого плану[it] — Мая Санса
- 2013 Премія «Срібна стрічка» Італійського національного синдикату кіножурналістів:
  - спеціальна «Срібна стрічка»[it] — Тоні Сервілло
- 2013 Нагорода Міжнародного кінофестивалю у Барі (Італія)[it]: (Bif&st)[2]
  - премія Маріо Монічеллі найкращому режисерові — Марко Беллокйо
  - премія Енніо Морріконе найкращому композиторові — Карло Кривеллі[it]
  - премія Роберто Перпіньяні[it] найкращому режисерові монтажу — Франчесці Кальвеллі[it]